# García de Avellaneda y Haro
Garcia de Avellaneda y Haro, conte di Castrillo (Écija, 1584 – Madrid, 1670), è stato un diplomatico spagnolo, che ha ricoperto importanti incarichi nel governo.

## Biografia
Era il secondo figlio del marchese di Carpio, Luis Méndez de Haro e Beatriz de Sotomayor y Haro, e quindi fratello del quinto marchese del Carpio, Diego López de Haro.
Nel Colegio Mayor de Cuenca (Salamanca) fu professore e rettore. Il rapporto con il conte duca di Olivares lo ha aiutato ad occupare posizioni di rilievo al servizio di Filippo IV e Marianna d'Austria: fu cavaliere dell'Ordine di Calatrava e di Alcántara, presidente del Consiglio delle Indie (1632-1658), contemporaneamente Presidente del Consiglio delle Finanze (1643-1645), viceré di Napoli (1653-1658: durante il suo viceregno dovette affrontare gli attacchi portati dal Duca di Guisa nel corso della guerra franco-spagnola e la peste del 1656), Presidente del Consiglio d'Italia (1655) e presidente del Consiglio di Castiglia (1658-1668); inoltre fece parte del consiglio di amministrazione che ha partecipato alla reggenza durante la minore età di Carlo II).
Nel 1623 sposò la contessa di Castrillo de Avellaneda Maria Delgadillo, dal cui matrimonio acquisì il titolo di conte. La coppia ebbe quattro figli:
- Manuel Gaspar, morto in Portogallo dopo essere stato fatto prigioniero nella battaglia di Villaviciosa;
- Agnes, morto in gioventù;
- Juana Maria, sposata con il marchese de Cortes;
- Beatriz, sposata con il marchese di Aguilar.